# 1300
Кінець Високого Середньовіччя •  Реконкіста •  Ганза •  Монгольська імперія

## Геополітична ситуація
Андронік II Палеолог є імператором Візантійської імперії (до 1328). Королем Німеччини Альбрехт I Габсбург (до 1308). У Франції править Філіп IV Красивий (до 1314).
Апеннінський півострів розділений: північ належить Священній Римській імперії, середню частину займає Папська область, південь належить Неаполітанському королівству. Деякі міста півночі: Венеція, Піза, Генуя тощо, мають статус міст-республік.
Майже весь Піренейський півострів займають християнські Кастилія (Леон, Астурія, Галісія), Наварра, Арагонське королівство (Арагон, Барселона) та Португалія, під владою маврів залишилися тільки землі на самому півдні. Едуард I Довгоногий є королем Англії (до 1307), Вацлав II — Богемії (до 1305), а королем Данії — Ерік VI (до 1319).
Руські землі перебувають під владою Золотої Орди. Король Русі Лев Данилович править у Києві та Галичі (до 1301), Андрій Олександрович Городецький — у Володимиро-Суздальському князівстві (до 1304). У Великопольщі править Вацлав II.
Монгольська імперія займає більшу частину Азії, але вона розділена на окремі улуси, що воюють між собою. У Китаї, зокрема, править монгольська династія Юань. У Єгипті владу утримують мамлюки. Мариніди правлять у Магрибі. Делійський султанат є наймогутнішою державою Північної Індії, а на півдні Індії панують держава Хойсалів та держава Пандья. В Японії триває період Камакура.
Цивілізація мая переживає посткласичний період. Почала зароджуватися цивілізація ацтеків.

## Події
- Митрополит Київський та всія Руси переїжджає до міста Володимира-на-Клязьмі.
- Короля Богемії Вацлава II короновано також польським королем.
- Прийнято «Королівський гірничий кодекс» чеського короля Вацлава II
- Папа римський Боніфацій VIII оголосив рік ювілейним. Рим відвідало 200 тисяч прочан.
- Гвельфи Флоренції розділилися на чорних та білих.
- Монголи захопили й розграбували Дамаск.
- Перепис у Китаї встановив, що населення імперії Юань складає 60 млн, на 20 млн менше, ніж до монгольського завоювання.
- Зник Ногайський улус.

## Народились
- Жан Буридан, французький філософ (помер у 1358)
- Іммануїл бен Яків Бонсіс
- Вітале да Болонья
- Жанна д'Авогур
- Роберт (пфальцграф Бургундії)
- Йоган Таулер
- Томас Бразертон,1-й граф Норфолк

## Померли
- Грифід ап Давид ап Тідир
- Йоган І, бургграф Нюриберга
- Гвідо Кавальканті
- Герардо Сегареллі
- Ногай
- Лі Хаогу
- Чан Хинг Дао